# Jean Joseph Labbé
Pour les articles homonymes, voir Labbé.
Jean-Joseph Labbé (né le 16 décembre 1801 à Doncourt-lès-Longuyon (à l'époque en Moselle) et mort le  17 mars 1894 à Cosnes-et-Romain (Meurthe-et-Moselle), est un homme politique français, député de Moselle en 1848 et 1849. C'est également un industriel qui a eu un rôle notable dans la naissance de la sidérurgie en Lorraine. 

## Biographie
Jean Joseph Labbé est le fils d'un important cultivateur, Jean-François Labbé (1768-1825). Ce dernier lance le projet de construire un haut-fourneau à Gorcy et y acquiert une ferme dans ce but. Il meurt trop tôt pour voir aboutir son projet, mené à bien par son fils en 1832. 
D'abord avocat stagiaire à Metz, puis notaire, puis maitre de forges à Gorcy en 1832, Jean Joseph Labbé est conseiller municipal de Metz, conseiller général et député de la Moselle, siégeant à gauche, du 23 avril 1848 au 26 mai 1849,. Il est également vice-président du conseil d'administration des aciéries de Longwy,. Il est d'ailleurs l'un des industriels à l'origine de la création des aciéries de Longwy, par l'apport qu'il fait en 1880 de l'usine Port-Sec à Mont-Saint-Martin.